# Way to Love
Way to Love（ウェイ・トゥ・ラヴ）は、唐沢美帆の3枚目のシングル。2001年5月30日発売（品番：PCCA-01533）。

## 概要
フジテレビ系テレビドラマ『ラブ・レボリューション』の挿入歌として起用され、オリコンチャート初登場15位、最高10位まで上昇するスマッシュヒット曲となった。作詞は初めて本人が担当している。

## 収録曲
1. Way to Love
作詞：唐沢美帆／作曲・編曲：Sin
2. 冷たい雨
作詞：唐沢美帆／作曲：古川ヒロシ／編曲：Sin
3. Way to Love〜cheers on the beach mix〜
作詞：唐沢美帆／作曲・編曲：Sin／Remixed by ajapai
4. Way to Love〜instrumental〜
作詞 唐沢美帆/ 作曲 Sin/ 編曲 Sin
5. 冷たい雨〜instrumental〜
作詞：唐沢美帆／作曲：古川ヒロシ／編曲：Sin

## SoulJa「Way to Love 〜最後の恋〜 feat.唐沢美帆」
Way to Love 〜最後の恋〜 feat.唐沢美帆（ウェイ・トゥ・ラヴ〜さいごのこい〜 フィーチャリングからさわみほ）は、2010年1月20日に発売されたSoulJa6枚目のシングル（品番：UMCK-5265）。
原曲をベースにSoulJaが新解釈で制作しているが、ジャケットやPVには唐沢は登場していない。なお、唐沢にとっては「君のかけら」（2004年11月17日発売）以来のCDリリースとなった。

### 収録曲
1. Way to Love〜最後の恋〜 feat.唐沢美帆（作詞：Miho Karasawa、SoulJa・作曲：Sin、SoulJa）
フジテレビ放映ドラマ『しぇいけんBABY! -Shakespeare Syndrome-』挿入歌
テレビ東京系『モヤモヤさまぁ〜ず2』エンディングテーマ
2. Breathless（作詞・作曲：SoulJa）
3. Way to Love〜最後の恋〜 feat.唐沢美帆（Groovin' high remix）
4. Way to Love〜最後の恋〜 feat.唐沢美帆（Caramel Pod mix）